# Essex (baleniera)
La Essex è stata una baleniera statunitense di Nantucket, nel Massachusetts, che nel 1820 fu attaccata e affondata da un capodoglio mentre navigava nell'Oceano Pacifico. L'equipaggio, composto da 20 uomini, fu costretto a percorrere un lungo tratto di mare a bordo delle scialuppe di salvataggio con poco cibo e acqua, finendo per ricorrere al cannibalismo per sopravvivere. Solo otto marinai, tra i quali il capitano George Pollard e il primo ufficiale Owen Chase, riuscirono a sopravvivere al duro viaggio, raggiungendo le coste del Sud America mesi dopo l'affondamento della nave.
La tragedia della Essex pare che abbia ispirato, almeno nella prima parte, Herman Melville per il suo celebre romanzo Moby Dick (1851).

## Storia
Fu costruita ad Amesbury, nel Massachusetts, nel 1799. Nell'agosto del 1819 partì da Nantucket agli ordini del comandante George Pollard, 28 anni. Tempo dopo fece scalo su delle isole a Ovest delle coste africane; dopo aver superato una tempesta nell'Oceano Atlantico e aver faticosamente doppiato Capo Horn, aveva concluso quella che all'epoca era considerata una pesca quasi insignificante, motivo per cui Pollard decise di spingersi al largo nell'Oceano Pacifico, verso rotte inesplorate. L'inverno era alle porte e gli 800 barili di grasso di balena nella stiva della nave erano considerati insufficienti.
Il 16 novembre 1820 la vedetta, finalmente, annunciò la vista di un banco di capodogli. Il comandante, prontamente, fece calare tre lance che si gettarono subito all'inseguimento dei cetacei, i quali in quel periodo erano nella stagione degli amori. Un esemplare maschio enorme, preso subito di mira dagli uomini della Essex, capovolse una delle lance. Due uomini si salvarono, presi a bordo dalle altre imbarcazioni. Quattro giorni dopo, il 20 novembre, in un momento di calma, lo stesso cetaceo si scagliò contro la Essex. La nave, duramente colpita, non affondò subito e gli uomini sulle lance e sul ponte ebbero un momento d'indecisione che si rivelò fatale. L'enorme animale riemerse e colpì di nuovo la nave, già danneggiata dal precedente impatto. Quando la baleniera iniziò ad affondare, gli uomini rimasti sul ponte azionarono le pompe, ma invano.
Il fatto che la nave non avesse iniziato subito a colare a picco permise agli uomini dell'equipaggio di recuperare le gallette necessarie a 30 giorni di navigazione e alcune tartarughe che erano a bordo. I marinari rimasero così in venti su tre lance ed approdarono su un atollo, l'isola di Henderson, abitato da uccelli marini e con una vena di acqua. Decisero di ripartire il 27 dicembre, lasciando sul piccolo atollo tre naufraghi (i cui nomi erano Thomas Chappel, Seth Weeks e William Wright) in attesa di soccorsi. I tre furono soccorsi più di tre mesi dopo, il 9 aprile 1821.
L'Oceano Pacifico è generalmente considerato poco rischioso dal punto di vista delle condizioni meteo-marine, ma presenta vaste aree in cui è di fatto impossibile ottenere cibo dal mare, quindi le lance andarono alla deriva e gli uomini cominciarono a morire di sete e fame. Una delle lance con a bordo il secondo e 5 marinai scomparve in una notte di tempesta. Senza viveri, i marinai sulle altre lance si spinsero al cannibalismo dei compagni morti, ma presto anche questa fonte di cibo si esaurì. Della terraferma non vi era nessuna traccia, ed erano passati già 78 giorni dal naufragio.
A questo punto i marinai si persuasero che, per sopravvivere, l'unica soluzione era ricorrere di nuovo al cannibalismo, ovvero uccidere un compagno, estratto a sorte, e mangiarne il corpo. Tale pratica venne messa in atto, pur con grandi rimorsi da parte di tutti, finché finalmente, a 650 km dalle coste del Cile, una nave salvò due sopravvissuti: il primo ufficiale Owen Chase ed un marinaio. Dopo una settimana, un'altra nave avvistò la seconda lancia con a bordo il comandante Pollard e un marinaio, ridotti allo stremo.
Il rimorso per aver ucciso e sbranato uno di loro e il tragico sorteggio a tale proposito segnò il resto della vita degli uomini sopravvissuti. Il comandante Pollard, alla ripresa del mare, naufragò nuovamente su un banco di scogli e si ritirò a Nantucket senza più navigare. Il primo ufficiale Owen, invece, dopo alcuni anni prese il comando di altre navi e navigò per parecchie campagne di caccia alle balene, ma in vecchiaia fu dichiarato malato di mente. Tutti gli altri marinai superstiti non navigarono più.

## Racconto del primo ufficiale Owen Chase[5]
Il 12 agosto 1819 la baleniera Essex, della quale Chase è primo ufficiale, salpa da Nantucket verso l'oceano Pacifico. Come lui stesso racconta nei propri appunti di viaggio, il 30 agosto la Essex raggiunge l'isola di Flores, nelle Azzorre, dove sosta col suo equipaggio per due giorni, al fine di fare rifornimento di cibo. Da qua, la baleniera fa rotta verso Sud, raggiungendo in 16 giorni l'isola di Maio (Capo Verde). Da qui, attraversato capo Horn, la nave si dirige prima verso l'isola di St. Mary lungo la costa cilena, passando per Massafuera, facendo poi rotta per le isole Galapagos. Dopo una prima sosta di 7 giorni sull'isola di Hook e un'ultima sosta di 6 giorni presso Charles Island, il 23 ottobre la Essex e il suo equipaggio salpano a caccia di balene.
Il 16 novembre, Chase e compagni si imbattono in un branco di balene: lui con altri 5 occupano una delle lance deputate alla caccia. Durante la battuta, l'imbarcazione di Chase subisce dei danni causati dal colpo di coda di un cetaceo; fortunatamente nessun uomo dell'equipaggio riporta ferite.
Il 20 novembre, intorno alle 8 del mattino, viene avvistato un nuovo banco di balene e Chase e il resto dell'equipaggio si precipitano alla caccia. In quest'occasione Chase arpiona una balena che nel tormentato dimenarsi colpisce la lancia causandone l'apertura di una falla. Dopo attimi concitati, Chase taglia la cima che lega la barca (tramite l'arpione) alla balena; l'acqua comincia a riversarsi nell'imbarcazione, così l'equipaggio cerca di tamponare la falla gettando e pressando delle giacche sul buco.
Mentre Chase e compagni si dirigono verso la Essex per provvedere alla riparazione dell'imbarcazione, il capitano e il secondo ufficiale con le rispettive imbarcazioni ed equipaggi proseguono nella caccia. Una volta giunti alla baleniera, la lancia viene sollevata e Chase esamina la falla apertasi: stabilito di poterla riparare, l'equipaggio si adopera. Mentre il primo ufficiale è intento ad inchiodare e riparare, si accorge di un grosso capodoglio di circa 85 piedi di lunghezza, col muso rivolto in direzione della baleniera e che si trova a circa 100 metri dalla prua. Dopo due o tre spruzzi, scompare e in meno di due o tre secondi riappare muovendosi in direzione della baleniera alla velocità di circa 3 nodi.
Al principio, l'atteggiamento del capodoglio non desta nessun sospetto o allarme nel primo ufficiale. Tuttavia, proprio quando Chase dà ordine di muoversi cercando di evitare la grossa balena, questa parte, letteralmente, a caricare la nave colpendola col muso appena prima della prua. La nave si muove improvvisamente e violentemente come avesse urtato delle rocce.  La balena continua poi a muoversi nei pressi della nave grattandone la chiglia. L'urto col cetaceo provoca l'apertura di una falla nella baleniera la cui prua comincia lentamente ad inabissarsi, quindi Chase ordina la messa in funzione delle pompe. La balena tuttavia rivolge un nuovo attacco alla Essex provocandone danni irreparabili; a questo punto l'animale scompare. È lo stesso Chase nei suoi scritti a descrivere l'accaduto come un vero e proprio attacco che il cetaceo avrebbe sferrato verso la nave.
A questo punto l'equipaggio, poi raggiunto dalle due lance rimaste impegnate nelle operazioni di caccia, comincia a racimolare quanto più materiale utile è possibile recuperare dal relitto che lentamente va inabissandosi. Il 22 novembre, stando alle osservazioni effettuate, l'equipaggio conclude di essere alla latitudine di 0° 13' Nord e a longitudine 120° 00' Ovest, di aver oltrepassato la linea equatoriale probabilmente durante la notte, 19 miglia alla deriva.
Dopo aver ultimato le osservazioni nautiche, il capitano Pollard convoca un concilio con Chase e il secondo ufficiale Matthew P. Joy per decidere il da farsi: l'equipaggio è composto da un totale di 20 uomini, distribuiti in tre imbarcazioni. La terra più vicina si pensa possano essere le Isole Marchesi, tuttavia dopo una serie di valutazioni, è presa la decisione di dirigersi verso sud nella speranza di raggiungere le coste di Cile o Perù e alle 12.30 circa l'equipaggio Essex lascia il relitto, che si inabissa.
La sopravvivenza di Chase e compagni è messa a dura prova: tempeste, vento sferzante, sole cocente, fame e sete, ecc, sono alcune delle terribili condizioni alle quali si trovano esposti alla deriva nell'oceano. La mattina del 20 dicembre tuttavia le tre lance incappano in un'isola, che credettero essere l'Isola Ducie (era invece l'Isola Henderson), situata ad una latitudine di 24°40' Sud e longitudine 124°40' Ovest. Si tratta di una piccola isola con risorse limitate, quindi dopo sei giorni viene presa la decisione di rimettersi in viaggio attraverso l'oceano. Tre membri dell'equipaggio, evidentemente provati dagli stenti e dalle condizioni dell'oceano, chiedono tuttavia di poter restare sull'isola. Si tratta di William Wright e Seth Weeks di Bernstable (Massachusetts) e Thomas Chapple di Plymouth (Inghilterra).
Il 12 gennaio a seguito di una violenta tempesta, la lancia di Chase viene separata dalle altre due. A questo punto Chase e compagni sono stremati nel corpo e nell'anima dell'incredibile sciagura dalla quale sono stati colpiti.
Man mano che i giorni passano (si è ormai sul finire di gennaio), alcuni uomini si spengono e i loro corpi vengono affidati al mare, finché gli stenti diventano tali da suggerire ai restanti uomini di nutrirsi coi resti dell'ultimo compagno defunto.
Chase narra con estremo dolore e raccapriccio quanto accaduto, descrivendo una situazione al limite dell'immaginabile e umanamente insopportabile.
Solo intorno all'11 di febbraio Chase e compagni superstiti vengono raccolti dalla nave del capitano William Crozier, di Londra, alla latitudine di 33°45' Sud e longitudine di 81°03' Ovest.
Chase narra che il capitano Pollard e i sopravvissuti della sua lancia furono tratti in salvo dalla baleniera Dauphin comandata dal Capt. Zimri Coffin di Nantucket.
La terza lancia, separatasi da quella del capitano intorno al 28 gennaio, non fu ritrovata.
L'11 giugno Chase torna a Nantucket a bordo della baleniera Eagle, comandata dal Capt. William H. Coffin.

## L'equipaggio della Essex[5]
Di seguito, l'elenco dell'equipaggio della Essex e indicazione della lancia di appartenenza:
- CAPT George Pollard – prima lancia, sopravvissuto
- Obed Hendricks – prima lancia, poi passato alla terza
- Brazilla Ray – prima lancia, defunto
- Owen Coffin – prima lancia, ucciso
- Samuel Reed – prima lancia, defunto
- Charles Ramsdale – prima lancia, sopravvissuto
- Seth Weeks – prima lancia, rimasto sull'isola
- Primo ufficiale Owen Chase – seconda lancia, sopravvissuto
- Benjamin Lawrence – seconda lancia, sopravvissuto
- Thomas Nickerson – seconda lancia, sopravvissuto
- Isaac Cole – seconda lancia, defunto
- Richard Peterson – seconda lancia, defunto
- William Wright – seconda lancia, rimasto sull'isola
- Secondo ufficiale Matthew P. Joy – terza lancia, defunto
- Thomas Chapple – terza lancia, rimasto sull'isola
- Joseph West – terza lancia, disperso
- Lawson Thomas – terza lancia, defunto
- Charles Shorter – terza lancia, defunto
- Isaiah Shepherd – terza lancia, defunto
- William Bond – terza lancia, disperso

## Nella cultura di massa
Il fatto viene raccontato nel film del 2015 In the Heart of the Sea, diretto da Ron Howard.
Anche la puntata del 7 novembre 2015 di Ulisse - Il piacere della scoperta è incentrata su questo fatto storico e la relazione col romanzo di Melville.